# UTH Russia
Pour les articles homonymes, voir Russia (homonymie).
UTH Russia (en russe : ЮТВ Раша Холдинг) ou United TV Holding Russia est une société russe de télévision détenu depuis octobre 2011 à 49 % par The Walt Disney Company Russia.

## Historique

### 1996-2007: Muz-TV et SiemTV
La chaîne Muz-TV est créée en 1996 comme une version russe de MTV diffusée par satellite.
En 1997, la chaîne Muz-TV commence à émettre en hertzien dans la région de Saint-Pétersbourg.
Le 14 novembre 1999, la chaîme commence sa retransmission en hertzien dans la région de Moscou puis en Ukraine dans les villes de Soumy et Donetsk.
Le 14 février 2000, la chaîne passe à une diffusion en continu 24h/24 et 7j/7.
Le 17 septembre 2001, la chaîne SiemTV est créée comme une chaîne de télévision nationale, détenue par la société Media-1.
En 2007, la société Art Finance Media Holding achète 83 % des actions de Muz-TV.
En décembre 2008, Disney crée une coentreprise avec Media-1 pour entamer la création d'un réseau de 30 chaînes de télévision. Walt Disney Company CIS détient 49 % de la nouvelle société. Le 20 février 2009, la commission anti-monopole russe suspend l'achat par Disney de 49 % du groupe russe Media-1. La société Catalpa Investments filiale russe de Disney avait demandé l'aval de la commission pour l'achat de 49 % de la nouvelle société MO-TV-Holdings, créée à l'occasion pour détenir le groupe télévisuel russe Media-1, ce qui aurait permis à Disney de lancer une chaîne Disney Channel en Russie parmi d'autres possibilités.

### Depuis 2009: United TV Holding Russia
En septembre 2009, les sociétés Media-1 et Art Finance Media Holding fusionnent pour former United TV Holding Russia.
Le 1er janvier 2010, SiemTV change de format pour des documentaires, des longs métrages des dessins animés et des émissions de divertissement, ce qui lui permet d'augmenter rapidement ses parts d'audiences.
Le 1er mars 2011, le format de la chaîne SiemTV revient vers un format plus divertissant et éducatif,. De son côté, la chaîne MUZ-TV change son format pour une chaîne plus jeune et orientée sur la culture populaire. 
Le 27 octobre 2011, Disney achète 49 % de la société UTH Russia, propriétaire des chaînes SiemTV et Muz-TV, et annonce le renommage de la chaîne SiemTV en Disney Channel Russia. Disney a dépensé 300 millions d'USD pour acheter cette participation.
Le 31 décembre 2011, SiemTV est remplacée par Disney Channel Russia mais la chaîne est détenu à 51 % par UTH et 49 % par Disney.
En raison de la législation russe la participation de Disney est réduite à 20% mais l'intérêt économique reste à 49 %

## Organisation
- Muz-TV
- SiemTV (fermée)
- Disney Channel Russia (51 %)
- Gallery